# Каранаць (Кнежеві Виногради)
45°46′ пн. ш. 18°41′ сх. д. / 45.76° пн. ш. 18.68° сх. д.
Каранаць (хорв. Karanac) — населений пункт у Хорватії, в Осієцько-Баранській жупанії у складі громади Кнежеві Виногради.

## Населення
Населення за даними перепису 2011 року становило 926 осіб.
Динаміка чисельності населення поселення:

## Клімат
Середня річна температура становить 11,00 °C, середня максимальна – 25,21 °C, а середня мінімальна – -5,87 °C. Середня річна кількість опадів – 623 мм.
| Клімат поселення                              | Клімат поселення | Клімат поселення | Клімат поселення | Клімат поселення | Клімат поселення | Клімат поселення | Клімат поселення | Клімат поселення | Клімат поселення | Клімат поселення | Клімат поселення | Клімат поселення | Клімат поселення |
| Показник                                      | Січ.             | Лют.             | Бер.             | Квіт.            | Трав.            | Черв.            | Лип.             | Серп.            | Вер.             | Жовт.            | Лист.            | Груд.            |                  |
| Середній максимум, °C                         | 5,80             | 7,69             | 12,31            | 17,00            | 22,30            | 25,21            | 25,18            | 24,83            | 20,61            | 15,18            | 9,08             | 5,20             |                  |
| Середня температура, °C                       | −0,03            | 1,84             | 6,48             | 11,18            | 16,47            | 19,38            | 21,28            | 20,90            | 16,70            | 11,28            | 5,18             | 1,30             |                  |
| Середній мінімум, °C                          | −5,87            | −4               | 0,65             | 5,34             | 10,62            | 13,54            | 17,36            | 17,00            | 12,80            | 7,38             | 1,28             | −2,6             |                  |
| Норма опадів, мм                              | 38               | 33               | 36               | 49               | 59               | 78               | 63               | 59               | 51               | 52               | 58               | 47               |                  |
| Середньомісячна швидкість вітру, м/с          | 2.50             | 2.70             | 3.00             | 2.90             | 2.60             | 2.40             | 2.30             | 2.10             | 2.10             | 2.30             | 2.40             | 2.52             |                  |
| Середньомісячна сонячна радіація, кДж/м²·день | 4172             | 6999             | 10894            | 15481            | 19362            | 21685            | 22062            | 20098            | 14829            | 9383             | 4719             | 3485             |                  |
| --------------------------------------------- | ---------------- | ---------------- | ---------------- | ---------------- | ---------------- | ---------------- | ---------------- | ---------------- | ---------------- | ---------------- | ---------------- | ---------------- | ---------------- |
| Джерело:                                      |                  |                  |                  |                  |                  |                  |                  |                  |                  |                  |                  |                  |                  |